# Coullons
Coullons is een gemeente in het Franse departement Loiret (regio Centre-Val de Loire). De plaats maakt deel uit van het arrondissement Montargis. Coullons telde op 1 januari 2022 2.251 inwoners.

## Geografie
De oppervlakte van Coullons bedroeg op 1 januari 2022 78,97 vierkante kilometer; de bevolkingsdichtheid was toen 28,5 inwoners per km².

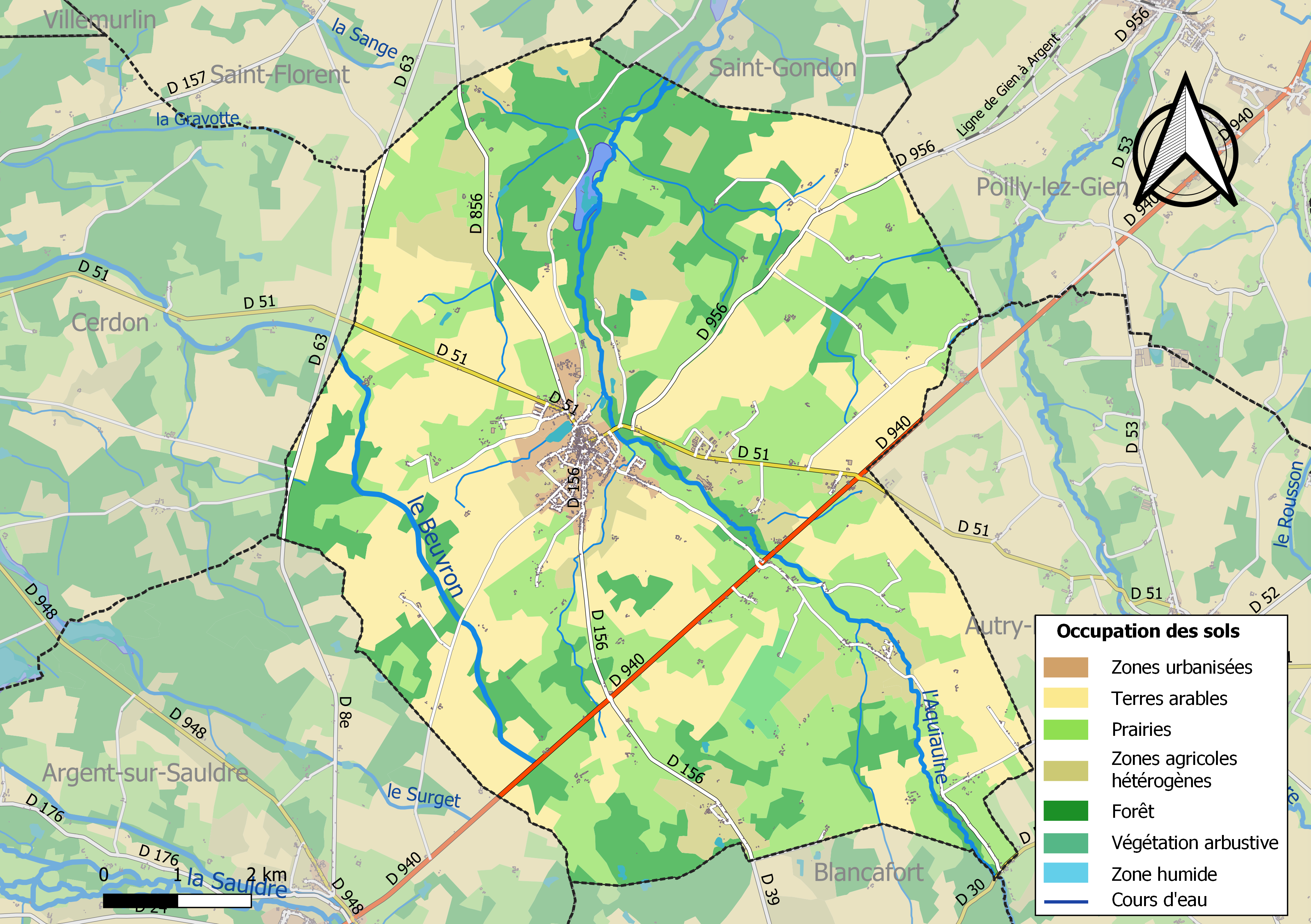
Kaart van de gemeente met de belangrijkste infrastructuur, bodemgebruik en omliggende gemeenten

## Demografie
Onderstaande figuur toont het verloop van het inwonertal (bron: INSEE-tellingen).